# 徐敏貞
徐敏貞（韓語：서민정，1979年7月11日—），韓國女演員。2007年8月25日與旅美僑胞牙科醫生安尚勳舉行結婚典禮，婚後定居在紐約曼哈頓。

## 演出作品

### 電視劇
- 2002年：SBS《認真生活》
- 2005年：SBS《那夏天的颱風》
- 2006年：SBS《愛情與野望》
- 2006年：MBC《不可阻挡的High Kick》又名《搞笑一家人》

### 電影
- 2005年：《小夫妻》
- 2007年：《擁抱大白熊》（配音）

### 綜藝節目
- 2017年9月4日 JTBC《拜託了冰箱》 與金智勳 Ep146、147

## 外部連結
- 徐敏貞的Instagram帳戶